# Eemnes
Eemnes – gmina w Holandii, w prowincji Utrecht.